# Бригинцы (Козелецкий район)
Бриги́нцы (укр. Бригинці) — село в Козелецком районе Черниговской области Украины. Население — 215 человек. Занимает площадь 0,928 км².
Код КОАТУУ: 7422081501. Почтовый индекс: 17082. Телефонный код: +380 4646.

## Власть
Орган местного самоуправления — Бригинцовский сельский совет. Почтовый адрес: 17082, Черниговская обл., Козелецкий р-н, с. Бригинцы, ул. Ленина, 24а.